# Ладо, Альдо
Альдо Ладо (итал. Aldo Lado; 5 декабря 1934, Риека — 25 ноября 2023, Рим) — итальянский кинорежиссёр и сценарист. Фильмы Альдо Ладо отличались определённой неоднозначностью.

## Карьера в кино
В 1971 году Ладо пишет сценарий и режиссирует триллер «Короткая ночь стеклянных кукол», который, однако, имеет множество влияний сторонних жанров, начиная от характерных для периода Холодной войны шпионских триллеров и заканчивая фильмами ужасов. Главную роль в картине исполнил Жан Сорель, сыгравший журналиста, который получил задание найти в Будапеште учёного, разрабатывающего новые способы и техники промывания мозгов человека. Данные разработки должны были быть использованы в борьбе с иностранными шпионами. Год спустя Ладо снова пишет сценарий и режиссирует ещё один триллер — «Кто видел её смерть?» Картина повествует о циничном и жестоком маньяке, убившем юную дочь молодой пары. Отчаянный отец в полубезумном состоянии пытается найти убийцу самостоятельно. В 1975 году Альдо Ладо снимает шокирующую, страшную и жестокую эксплуатацию — «Убийства в ночном поезде», рассказывающую о двух отморозках, убивших в одном из вагонов поезда двух студенток, а впоследствии проникших в дом родителей одной из жертв.
1979 год знаменуется обращением режиссёра к научно-фантастической тематике. В этом году он совместно с Антонио Маргерити (в титрах не указан) снял картину «Гуманоид» с бюджетом в 7 миллионов долларов. Фильм был выдержан в жанре космической оперы. В 1989 году режиссёр возвращается к эксплуатационному кино и снимает необычный «Любовный ритуал», в котором симпатичная итальянка знакомится с мужчиной азиатской внешности. Последний очень своеобразно выражает свою любовь к женщине — он обещает её съесть, что вскоре и делает. В 1992 году Ладо снимает джалло «Превосходное алиби». Картина имела определённую сексуальную направленность и сконцентрированность на сценах садистких пыток.

## Фильмография
| Год  | Русскоязычное название         | Оригинальное название                 | Специализация       |
| ---- | ------------------------------ | ------------------------------------- | ------------------- |
| 1971 | Короткая ночь стеклянных кукол | La Corta notte delle bambole di vetro | режиссёр, сценарист |
| 1972 | Кто видел её смерть?           | Chi l’ha vista morire?                | режиссёр, сценарист |
| 1972 | Смешная история                | La cosa buffa                         | режиссёр, сценарист |
| 1973 | Погребённая заживо             | Sepolta viva                          | режиссёр, сценарист |
| 1974 | Двоюродная сестра              | La cugina                             | режиссёр            |
| 1975 | Убийства в ночном поезде       | L’Ultimo treno della notte            | режиссёр, сценарист |
| 1976 | Последний черёд                | L’ultima volta                        | режиссёр            |
| 1979 | Гуманоид                       | L’Umanoide                            | режиссёр, сценарист |
| 1981 | Непокорность                   | La désobéissance                      | режиссёр, сценарист |
| 1987 | Сирокко                        | Amantide — Scirocco                   | режиссёр, сценарист |
| 1989 | Любовный ритуал                | Rito d’amore                          | режиссёр, сценарист |
| 1992 | Превосходное алиби             | Alibi perfetto                        | режиссёр, сценарист |
| 1993 | Мрачная пятница                | Venerdì nero                          | режиссёр, сценарист |
| 1994 | Шанс                           | La chance                             | режиссёр, сценарист |
| 2012 | Ноктюрн Шопена                 | Il Notturno di Chopin                 | режиссёр, сценарист |